# Каймъяха (приток Якунемеяхи)
Каймъяха — река в России, протекает по Пуровскому району Ямало-Ненецкого АО. Устье реки находится на 18-м км правого берега реки Якунемеяха. Длина реки составляет 15 км.
Система водного объекта: Якунемеяха → Айваседапур → Пур → Карское море.

## Данные водного реестра
По данным государственного водного реестра России относится к Нижнеобскому бассейновому округу, водохозяйственный участок реки — Пур, речной подбассейн реки — подбассейн отсутствует. Речной бассейн реки — Пур.
Код объекта в государственном водном реестре — 15040000112115300058814.